# Proença-a-Nova
Proença-a-Nova is een plaats en gemeente in het Portugese district Castelo Branco.
De gemeente heeft een totale oppervlakte van 395 km² en telde 9610 inwoners in 2001.
De gelijknamige plaats telde 4700 inwoners.